# Leave Home
Leave Home — второй студийный альбом американской панк-рок-группы Ramones, записанный в октябре 1976 года в Sundragon Studios и выпущенный звукозаписывающей компанией Sire 10 января 1977 года. В числе наиболее известных песен пластинки — «Pinhead» и «Gimme Gimme Shock Treatment». Это единственный альбом группы, выходивший в разных вариантах — из-за скандала, связанного с треком «Carbona Not Glue».

## Список композиций
Слова и музыка всех песен — написаны группой Ramones, если не указано иное.
| №  | Название                      | Длительность |
| -- | ----------------------------- | ------------ |
| 1. | «Glad to See You Go»          | 2:10         |
| 2. | «Gimme Gimme Shock Treatment» | 1:38         |
| 3. | «I Remember You»              | 2:15         |
| 4. | «Oh Oh I Love Her So»         | 1:56         |
| 5. | «Carbona Not Glue»            | 1:51         |
| 6. | «Suzy Is a Headbanger»        | 2:08         |
| 7. | «Pinhead»                     | 2:42         |

| №  | Название                                 | Автор(ы)                  | Длительность |
| -- | ---------------------------------------- | ------------------------- | ------------ |
| 1. | «Now I Wanna Be a Good Boy»              |                           | 2:10         |
| 2. | «Swallow My Pride»                       |                           | 2:03         |
| 3. | «What’s Your Game»                       |                           | 2:33         |
| 4. | «California Sun»                         | Хенри Гловер, Моррис Леви | 1:58         |
| 5. | «Commando»                               |                           | 1:50         |
| 6. | «You’re Gonna Kill That Girl»            |                           | 2:36         |
| 7. | «You Should Never Have Opened That Door» |                           | 1:54         |

| №   | Название                              | Автор(ы)                  | Длительность |
| --- | ------------------------------------- | ------------------------- | ------------ |
| 15. | «Babysitter»                          | Ramones                   | 2:49         |
| 16. | «Loudmouth»                           | Ди Ди Рамон, Джонни Рамон | 2:08         |
| 17. | «Beat on the Brat»                    | Джоуи Рамон               | 2:36         |
| 18. | «Blitzkrieg Bop»                      | Томми Рамон, Ди Ди Рамон  | 2:13         |
| 19. | «I Remember You»                      | Ramones                   | 2:17         |
| 20. | «Glad to See You Go»                  | Джоуи Рамон, Ди Ди Рамон  | 2:03         |
| 21. | «Chain Saw»                           | Джоуи Рамон               | 1:51         |
| 22. | «53rd & 3rd»                          | Ди Ди Рамон               | 2:27         |
| 23. | «I Wanna Be Your Boyfriend»           | Томми Рамон               | 2:22         |
| 24. | «Havana Affair»                       | Ди Ди Рамон               | 1:53         |
| 25. | «Listen to My Heart»                  | Ди Ди Рамон               | 1:47         |
| 26. | «California Sun»                      | Хенри Гловер, Моррис Леви | 1:58         |
| 27. | «Judy Is a Punk»                      | Джоуи Рамон               | 1:23         |
| 28. | «I Don’t Wanna Walk Around With You»  | Ди Ди Рамон               | 1:31         |
| 29. | «Today Your Love, Tomorrow the World» | Ди Ди Рамон               | 2:52         |
| 30. | «Now I Wanna Sniff Some Glue»         | Ди Ди Рамон               | 1:28         |
| 31. | «Let’s Dance»                         | Джим Ли                   | 2:06         |

Комментарии:
- Песня 15 — это ауттейк Leave Home, который в оригинальном издании был заменён треком «Carbona Not Glue» и был позже выпущен как би-сайд к синглу «Do You Wanna Dance?» в 1978 году.
- Песни 16-31 представляют собой запись концертного выступления 11 августа 1976 года в клубе The Roxy[англ.] в Голливуде, Калифорния. Сведе́ние: Тамаш Эрдейи.

## Участники записи
Список составлен по сведениям базы данных Discogs.

| Ramones: - Джоуи Рамон — ведущий вокал, бэк-вокал - Джонни Рамон — ведущая гитара - Ди Ди Рамон — бас-гитара, бэк-вокал - Томми Рамон — ударные, дополнительная гитара Приглашённые музыканты: - Эд Стейзиум — дополнительная гитара, орган Хаммонда (в песне «Oh Oh I Love Her So»), бэк-вокал - Тони Бонджиови — перкуссия | Технический персонал: - Тони Бонджиови — музыкальный продюсер - Тамаш Эрдейи — музыкальный продюсер, инженер сведе́ния - Эд Стейзиум — звукорежиссёр, инженер сведе́ния - Боб Клирмаунтин — звукорежиссёр - Рэй Янос — мастеринг-инженер, инженер нарезки лакового слоя - Джон Гиллеспи — арт-директор - Пэт Чионо — дизайнер - Моше Браха — фотограф (фото для лицевой стороны обложки) - Артуро Вега — дизайнер (оформление задней стороны обложки) - Дэнни Филдс — фотограф (фото для внутренней вкладки) |